# Olmet-et-Villecun
Olmet-et-Villecun è un comune francese di 151 abitanti situato nel dipartimento dell'Hérault nella regione dell'Occitania.

## Società

### Evoluzione demografica
Abitanti censiti